# Monochamus borossus
Monochamus borossus är en skalbaggsart som beskrevs av Jordan 1903. Monochamus borossus ingår i släktet Monochamus och familjen långhorningar.
Artens utbredningsområde är Gabon. Inga underarter finns listade i Catalogue of Life.